# Bulevar 5 de Julio
El Bulevar 5 de Julio es un bulevar localizado en el centro de la ciudad de Barcelona localizada al norte del Estado Anzoátegui y al noreste del país sudamericano de Venezuela. Es el principal centro de comercio de la ciudad, aquí se ubican la mayoría de las tiendas de ropa, calzado y víveres.

## Historia

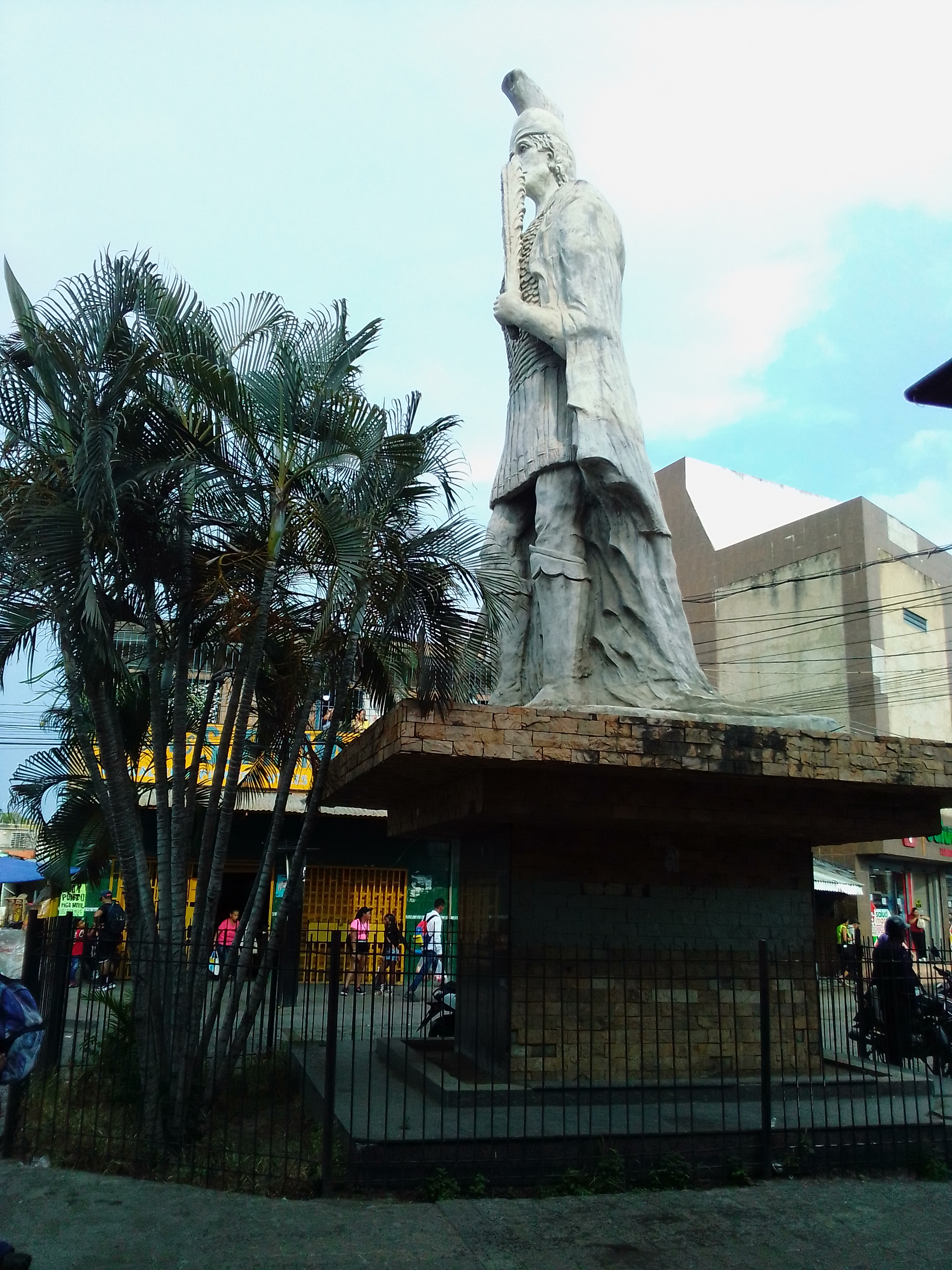
Estatua de San Celestino del escultor Claes Mata en el bulevar.

Al igual que su hermana La Fuente Luminosa, fueron construidos e inaugurados en 1954 por el presidente Marcos Pérez Jiménez, bajo el nombre de Avenida 5 de Julio, siendo desde entonces la principal arteria vial de la ciudad, durante los años 60 y 70, se convertiría en el principal centro de comercio, título que aún conserva, ubicándose en sus laterales importantes tiendas de ropa, calzado y alimentos, al igual que agencias de viajes, agencias del gobierno y líneas aéreas, a comienzos de los 80 los servicios comienzan a decaer, después del 2000, se encuentra totalmente abandonado, durante la gestión del Alcalde Pérez Fernández, se decide convertirlo en bulevar, también se decide cerrar y talar el Parque Los Tucusitos, se reinaugura bajo el nombre de Boulevard 5 de Julio, con el fin de evitar los comerciantes informales que se hallaban en sus las aceras, la situación empeoró debido a que la cifra de comerciantes informales aumentó y ningún ente gubernamental resolvió el caso hasta el 2013.